# Gianni Lancia
Gianni Lancia (Fobello, Italia; 16 de octubre de 1924 - Turín; 30 de junio de 2014) fue un ingeniero y empresario del sector automovilístico italiano, quien estuvo a cargo de la compañía Lancia entre los años 1949 y 1955.

## Semblanza
Gianni era hijo de Vincenzo Lancia y de Adele Miglietti, y hermano de Anna María Lancia y Eleonora Lancia.
Después de la muerte de su padre en 1937, el joven se hizo cargo junto a su madre de Lancia. A finales de los años 1940, Gianni fue nombrado director general de la compañía. Asesorado por el director técnico Vittorio Jano, decidió adentrar a la marca en el mundo de la competición. El entusiasmo de Gianni se vio concretado en la creación de varios prototipos de carreras extremadamente caros, lo que llevó a la empresa casi a la quiebra.
Esta circunstancia, unida a la muerte del conductor Alberto Ascari (en mayo de 1955), obligó a su madre y al propio Gianni a vender sus acciones en junio de 1956 a Carlo Pesenti, empresario dueño de Italcementi, quien posteriormente vendería Lancia al grupo Fiat. Desde entonces, Gianni Lancia se trasladó a América del Sur un tiempo, luego se trasladó a Francia, y finalmente retornó a Italia, habiendo perdido por entonces todo su interés en el automovilismo.